# Zirbenwaldhütte
Die Zirbenwaldhütte ist eine Schutzhütte der Sektion Fohnsdorf des Österreichischen Alpenvereins. Sie steht auf der Sabathialm am Zirbitzkogel bei Obdach in einer Höhe von 1610 m ü. A.

## Geschichte
Die Hütte wurde 1920 erbaut und 1952 von der Sektion Fohnsdorf des ÖAV erworben und am 24. Dezember 1952 eröffnet.

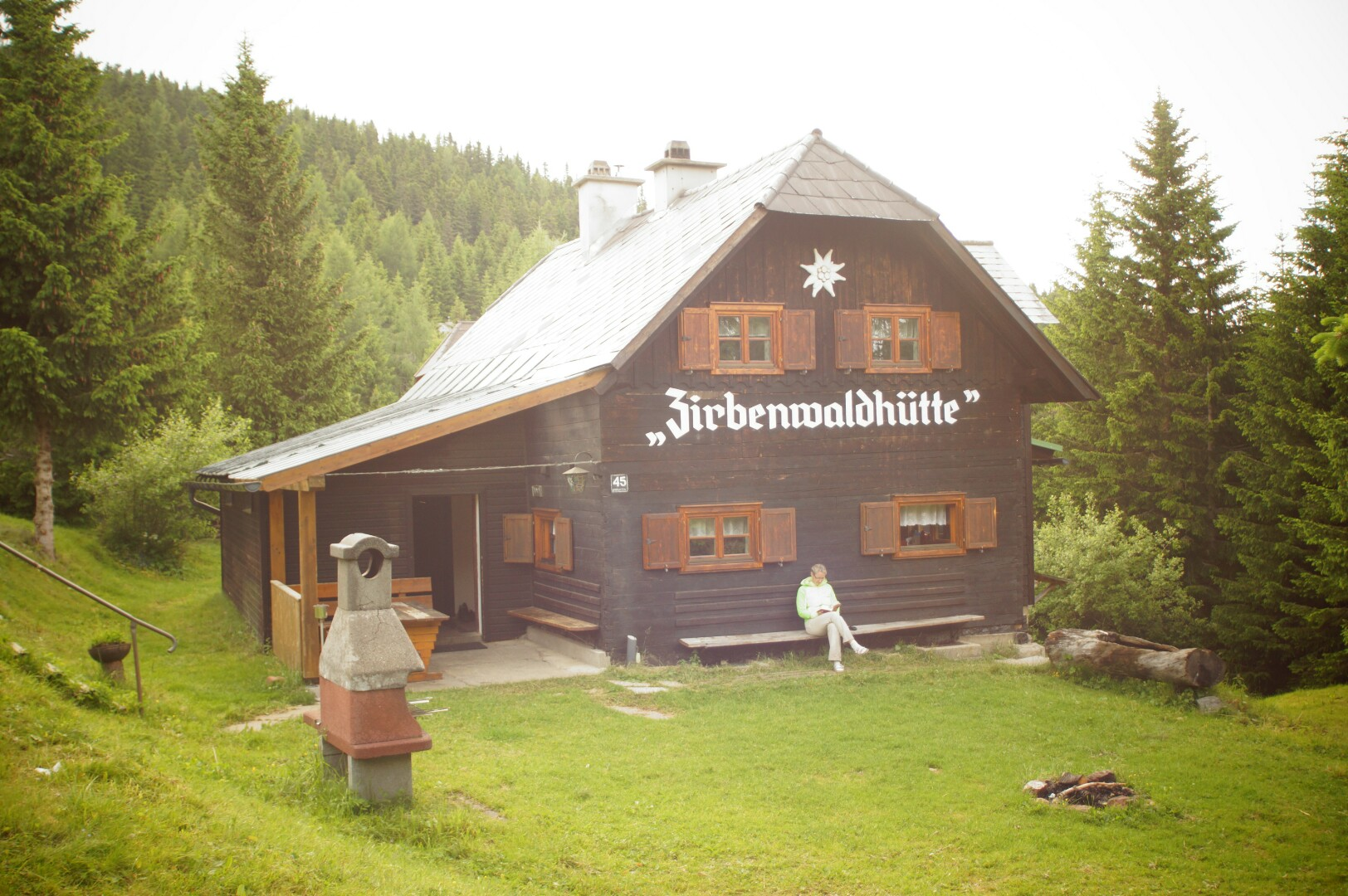
Zirbenwaldhütte

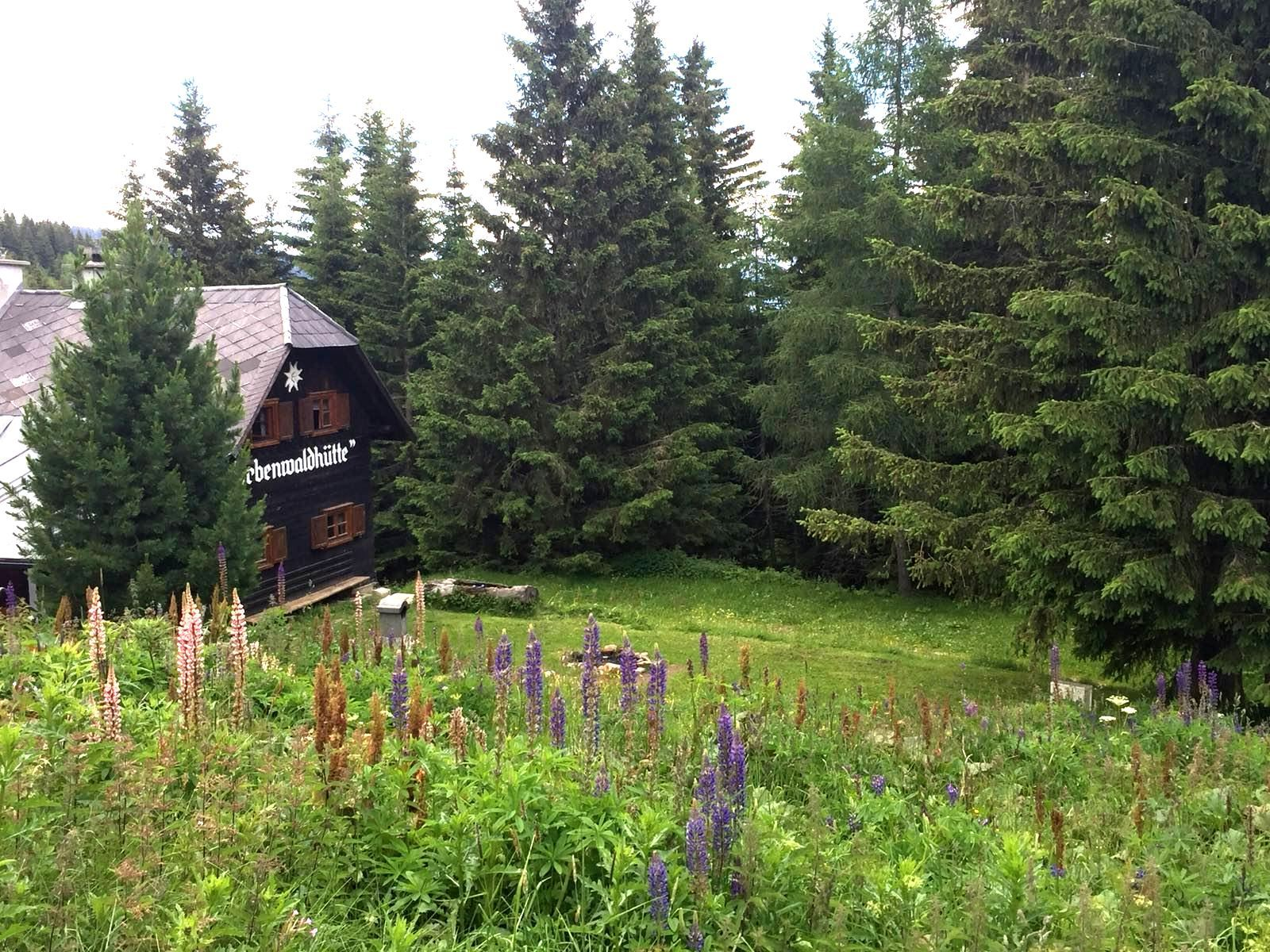
Zirbenwaldhütte

## Zustieg
- Judenburg 708 m ü. A., Gehzeit: 04:00
- Obdach 872 m ü. A., Gehzeit: 04:00
- St. Wolfgang 1273 m ü. A., Gehzeit: 01:00

## Wege
- Zirbitzkogel 2396 m ü. A., Gehzeit: 02:30
- Schlosserkogel 23606 m ü. A., Gehzeit: 02:00
- Rannach 2290 m ü. A., Gehzeit: 02:40
- Wenzelkogel 2280 m ü. A., Gehzeit: 02:40